# Rajadhiraja Chola
Rajadhiraja Chola I (* 1018; † 1054), mit vollem Titel Kōpparakēsarivarman Rājādhiraja Chōla I (Tamil: முதலாம் இராஜாதிராஜ சோழன்), regierte im 11. Jahrhundert über den Süden Indiens als König der Chola.

## Leben

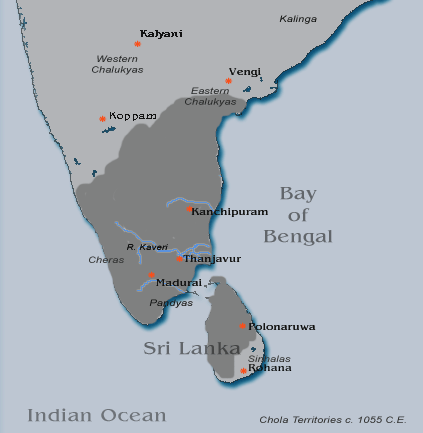
Die Ausdehnung des Chola-Reichs unter Rajadhiraja Chola I

Rajadhiraja Chola I war Nachfolger seines Vaters Rajendra I. Er hatte einen älteren und mehrere jüngere Brüder. Schon sehr früh (1018) durfte er neben seinem Vater regieren, welcher ihn seinem älteren Bruder vorgezogen hatte. Er war mit Trailokyamahadevi verheiratet und hatte mit ihr zwei Söhne, deren Namen nicht bekannt sind. Letztere wurden in der Thronfolge auch nicht berücksichtigt, da Rajadhiraja seinen jüngeren Bruder (Rajendra II.) auserkor.
Während seiner Regierungszeit konnte er die Herrschaft der Chola-Dynastie über große Teile Lankas, sowie über Vengi und Kalinga trotz mehrerer Aufstände absichern. Auch die Beziehungen zu überseeischen Gebieten der Cholas wie den Malediven konnte er wahren. Die Handelskontakte zu Malaysien und Indonesien blieben bestehen. Mit den Chalukyas stand er in langwierigen kriegerischen Auseinandersetzungen, die ihm letztendlich im Jahr 1054 in der Schlacht von Koppam (dem heutigen Koppal) das Leben kosteten. (Anmerkung: Sen (2013) gibt als Todesjahr 1052 an)

## Sri Lanka
Sri Lanka wurde nur vorübergehend für einen Zeitraum von 10 Jahren von den Cholas vollständig beherrscht. Die singhalesische Bevölkerung hatte sich vor den Invasoren nach Rohana in den Süden der Insel zurückgezogen. Insbesondere der singhalesische Herrscher Vikramabahu (1029 bis 1058) wurde bedrohlich, da er nicht nur eine 95.000 Mann starke Chola-Armee aufgehalten, sondern sich mit einem Prinzen der Pandya und einem Prinzen aus Nordindien alliiert hatte und seinerseits nun im Begriff stand, gen Norden vorzurücken. Rajadhiraja gelang es aber, die beiden Prinzen zu töten und den Vorstoß aufzuhalten.

## Chalukya-Kriege
Um die wachsende militärische Stärke der Westlichen Chalukya einzudämmen und den Einfluss der Chola über die Östlichen Chalukya in Vengi wiederherzustellen, leitete Rajadhiraja im Jahr 1046 einen Feldzug nach Telugu. Er besiegte die Streitkräfte der Westlichen Chalukya in der Schlacht von Dannada am Fluss Krishna und setzte ihre dortige Bastion in Brand. Diesem Feldzug folgten weitere Kampagnen in das Territorium der Chalukya, wobei mehrere Generale und Lehnsherrn der Chalukya gefangen genommen wurden. In Kampali wurde der Palast der Chalukya zerstört. Nach weiteren Kämpfen wurde schließlich die Hauptstadt Kalyani eingenommen und geplündert. Hier ließ sich Rajadhiraja dann zum Vijayarajendra krönen. Der König der Chalukya Someshvara I wurde verbannt.
Im Jahr 1050 gelang es Someshvara I, der mittlerweile seine Tributzahlungen eingestellt hatte, den Vizekönig der Cholas in Kalyani wieder vom Thron zu verdrängen. Überdies schickte er ein Expeditionsheer nach Vengi, um die Hegemonie der Westlichen über die Östlichen Chalukya wiederherzustellen, deren Ländereien sie immer als ihre eigene Einflusssphäre betrachtet hatten.
Nachdem er 1052 seinen jüngeren Bruder Rajendra Chola II zum Mitregenten gesalbt hatte, bereitete sich Rajadhiraja gründlich auf einen erneuten Feldzug gegen die Chalukya vor und rückte 1054 in Chalukya-Territorium ein. Seine Invasion galt Rattamandalam im südlichen Karnataka, wo er Gebiete bei Uchangi, Nulambavadi, Kadambalige und Kogali einnahm.
Damit schreckte er Someshvara I gründlich auf, der gerade dabei war, in Vengi eine ihm genehme Marionette einzusetzen. Um sein eigenes Reich zu retten, war er aber jetzt gezwungen, so schnell wie möglich gegen die plündernden Chola-Armeen zurückzumarschieren. In Koppam am Krishna trafen die beiden Heere aufeinander und es kam zur Schlacht, in der Rajadhiraja fiel.

## Fazit
Insgesamt war Rajadhiraja Chola I ein talentierter Kshatriya, der es verstand, ein über den indischen Subkontinent hinausgehendes Großreich zusammenzuhalten.